# AJet (Fluggesellschaft)
AJet (früher AnadoluJet) ist eine türkische Billigfluggesellschaft. Sie ist eine Tochtergesellschaft der Turkish Airlines. Das Unternehmen ist auf den Flughäfen Ankara-Esenboğa und Istanbul-Sabiha Gökçen ansässig.

## Geschichte

### Anfänge
Im Februar 2008 wurde die Unternehmenssparte AnadoluJet der Turkish Airlines als virtuelle Fluggesellschaft eingerichtet. Sie übernahm alle nationalen Flugstrecken der Turkish Airlines ab Ankara und nutzte deren Air Operator Certificate. Der Flugbetrieb wurde am 23. April 2008 aufgenommen. Später folgten weitere Inlandflüge ab dem Flughafen Istanbul-Sabiha Gökçen.

### Expansion
Mit dem Umzug von Turkish Airlines vom Flughafen Istanbul-Atatürk zum neuen Flughafen Istanbul wurden einige Neuerungen angekündigt. Darunter wurde im April 2019 mitgeteilt, dass die Marke AnadoluJet Flüge ins Ausland anbieten werde.

#### Istanbul-Sabiha Gökçen
Im Januar 2020 wurde die Expansion offiziell gestartet. Turkish Airlines hat ihre wenigen Routen vom Flughafen Sabiha Gökçen aufgegeben und sich von dort zurückgezogen. Turkish Airlines flog nun nur noch ab dem neuen Flughafen Istanbul. Die Marke AnadoluJet füllte daher die Lücken. In einem ersten Schritt wurden 28 neue Destinationen in Europa und dem Nahen Osten angeboten. Ziel ist es bis heute, Marktanteile am Standort Sabiha Gökçen zu gewinnen. Heute ist Pegasus Airlines mit einem Anteil von 85 % an den Bewegungen am Flughafen Sabiha Gökçen Platzhirsch. Turkish Airlines erhofft sich, Pegasus Airlines Konkurrenz zu machen und so Marktanteile zu gewinnen.

#### Übernehmen von allen Flügen ab Ankara-Esenboğa
Anfang Februar 2020 wurde zudem bekannt gegeben, dass AnadoluJet, analog zum Flughafen Sabiha Gökçen, alle Linienflüge von Ankara aus, die das ganze Jahr über angeboten werden, von der Turkish Airlines übernehmen wird. Turkish Airlines bietet damit nur noch die Flüge nach Istanbul an.

### Umbenennung in AJet
Im November 2023 gab Turkish Airlines bekannt, dass AnadoluJet in eine Tochtergesellschaft mit eigenem AOC umgewandelt werde. Dafür wurde bereits Anfang August 2023 die AJet Hava Taşımacılığı Anonim Şirketi mit einem Startkapital von 450 Millionen Türkischen Lira ins Istanbuler Handelsregister eingetragen. Vier Monate später folgte die Einführung einer neuen Corporate Identity. Nebst der Umbenennung von AnadoluJet zu AJet, wurde das neue Logo und das neu gestaltete Interieur im Hangar der Turkish Airlines am Flughafen Istanbul-Sabiha Gökçen vorgestellt. Das eigene AOC wird seit dem 31. März 2024 benutzt. Alle Flugzeuge von AnadoluJet wurden übernommen und werden nach und nach umlackiert.

## Flugziele
AJet fliegt Ziele in Europa, dem Nahen Osten und in Zentralasien sowie der Türkei an. Im deutschsprachigen Raum werden Basel-Mulhouse, Berlin, Düsseldorf, Frankfurt, Genf, Hamburg, Hannover, Köln/Bonn, München, Stuttgart, Wien und Zürich bedient.

## Flotte

### Aktuelle Flotte
Stand Januar 2025 besteht die Flotte der AJet aus 92 Flugzeugen mit einem Durchschnittsalter von 12,6 Jahren:
| Flugzeugtyp      | Anzahl | bestellt | Anmerkungen | Sitzplätze (Business/Eco) | Durchschnittsalter |
| ---------------- | ------ | -------- | --- | ------------------------- | ------------------ |
| Airbus A320-200  | 10     |          | betrieben durch SmartLynx, inaktiv                                                                                     | (-/180)                   | 14,6 Jahre         |
| Airbus A320neo   | 12     | 3        | alle inaktiv | (-/186)                   | 03,1 Jahre         |
| Airbus A321–200  | 110    |          | fünf inaktiv, fünf betrieben durch SmartLynx, einer betrieben durch SmartLynx Malta, fünf betrieben durch BBN Airlines | (-/220)                   | 17,0 Jahre         |
| Airbus A321neo   | 14     |          | zwölf inaktiv | (8/203) (-/240)           | 02,0 Jahre         |
| Boeing 737-800   | 45     |          | sieben inaktiv | (-/189)                   | 19, 2 Jahre        |
| Boeing 737 Max 8 | 9      |          | zwei betrieben durch SmartLynx Malta                                                                                   | (-/189) (8/168)           | 03,9 Jahre         |
| Gesamt           | 92     | 3        | |                           | 12,6 Jahre         |

Bis März 2024 waren sämtliche Flugzeuge, die nicht von externen Anbietern geleast waren, im Besitz der Turkish Airlines. Mit dem Übergang von AnadoluJet als virtuelle Fluggesellschaft zu AJet als eigenständige Fluggesellschaft sind alle Flugzeuge, die von AnadoluJet übernommen wurden, nun im Besitz der AJet.

### Ehemalige Flugzeugtypen
In der Vergangenheit wurden unter dem Markenauftritt AnadoluJet folgende Flugzeugtypen betrieben:
- ATR 72-500
- Boeing 737-400/-700
- Embraer 190
- Embraer 195